# Palo Laziale
Palo Laziale è una località situata nel comune di Ladispoli, in provincia di Roma, a 10 m s.l.m. lungo la fascia costiera tirrenica.
La località ospita l'oasi naturale del Bosco di Palo, nata grazie alla concessione dell'area da parte dei principi Odescalchi al WWF, che la gestisce dal 1980; l'area protetta ha una estensione di circa 120 ettari e ospita fauna e flora mediterranea.

## Storia
Il territorio di Palo, inizialmente abitato dagli Etruschi, con l'avvento dei Romani, vide sorgere i primi insediamenti agricoli. 
Di tale ultimo periodo, oggi sono visibili alcuni pavimenti in mosaico venuti alla luce durante l'opera di restauro della Posta Vecchia (complesso rinascimentale annesso al Castello), inglobati nelle fondamenta dell’edificio e risalenti al II secolo d.C.. L'intervento fu voluto da Jean Paul Getty, che acquistò l’immobile per farne la sua residenza italiana.
Durante il medioevo il borgo fu abbandonato fino al 1300, quando i monaci di San Saba fecero ampliare la roccaforte che poi fu venduta alla famiglia Orsini. Durante il loro possesso in particolare tra XVI e XVII secolo, a seguito di frequenti scavi fatti effettuare dai duchi, vennero alla luce numerosi reperti marmorei di età romana. 
Palo e il castello furono venduti da Flavio Orsini alla famiglia Odescalchi nel 1693, attuali proprietari.